# Dicaeum schistaceiceps
Dicaeum schistaceiceps là một loài chim trong họ Dicaeidae.